# تيسا بلانشارد
تيسا بلانشارد (بالإنجليزية: Tessa Blanchard)‏ (من مواليد 26 يوليو 1995) هي مصارعة أمريكية محترفة موقعة مع اتحاد التي ان ايه وتربل ايه المكسيكي. وويمنز اوف ريسلينج (WOW). ظهرت أيضًا في العديد من العروض الخاصة بالإتحادات المستقلة في جميع أنحاء الولايات المتحدة.
و ايضاً تشتهر بلانشارد بكونها أول مصارعة تحقق لقب بطولة التي أن ايه العالمية للوزن الثقيل وهي بطلة النوك اوتس سابقة وبطلة The Crash للسيدات لمرة واحدة بطلة تربل ايه ملكة الملكات لمرة واحدة، وأيضًا بطلة WOW الحالية. كما أنها تحمل العديد من البطولات في الاتحادات المحلية المستقلة كذلك.
تعد تيسا بلانشارد، مصارعة محترف من الجيل الثالث، هي ابنة عضوة في فريق فور هورسمان تولي بلانشارد وجدها هو المصارع المحترف جو بلانشارد الذي تُوفيّ في عام 2012 عن عمر 83 عام.

## حياتها المبكرة
بعد ان أنهت بلانشارد درساتها قررت بلانشارد أن تبدأ مسيرتها في عالم المصارعة أواخر عام 2012 إلى أوائل عام 2013.

## مهنة مصارعة المحترفين

### التدريب والدوائر المستقلة (2014 حتى الآن)
أمتهنت بلانشارد مهنة مصارعة المحترفين في عام 2014 حيث تدربت بلانشارد مع جورج ساوث. بدأت حياتها المهنية في عرض Queens of Combat 2 في 13 يونيو 2014 
حيث قاطعت خطاب الآنسة راشيل بعد فوزها على أماندا رودريغيز، وكانت النتيجة مباراة فازت عليها الآنسة راشيل. في 11 أكتوبر 2014 شاركت في دوري بطولة Super 8 ChickFight  التي نظمها اتحاد رابطة مصارعة الساحل الشرقي (ECWA)، وهو اتحاد مصارعة مستقل مقره في ولاية ديلاوير. فازت بلانشارد بدوري البطولة من خلال اقصاء المصارعات تينا سان أنطونيو، ورينيه ميشيل، وأخيراً جيني روز للفوز بالدوري. بعد أسبوع، نجحت بلانشارد في الدفاع عن لقبها بطلة ECWA للنساء ضد أمبر أونيل في عرض.
في 8 نوفمبر 2014، ظهرت بلانشارد لأول مرة في عروض اتحاد ويمنز سوبرستار انسينسورسيد وخُسرت من قبل نيا في مباراة علي بطولة WSU Spirit في عرضBreaking Barriers III. في 21 فبراير 2015، حصلت بلانشارد على أول انتصار لها في عروض WSU عندما هزمت ساسي ستيفاني في عرض الذكرى السنوية الثامنة WSU 8th Anniversary Show.
ظهرت بلانشارد لأول مرة ل Shine Wrestling كمصارعة مكروهة في عرض Shine 26 الذي كان بتاريخ 3 من أبريل من عام 2015 وخسرت لصالح إيفي. في وقت لاحق من هذا العرض هاجمت بلانشارد ليفا بيتس، مما تسبب في هزيمتها هي جيسيكا هافوك من قبل سرايا نايت وسو يونغ. وأصبحت فيما بعد أحدث عضوة في فريق فالكيري. في عرض Shine 27 الذي اقيم بتاريخ الـ15 من مايو لعام 2015 هُزمت بلانشارد من قبل بيتس. بعد المباراة، هاجمت هي وابريل هانتر بيتس.
في الـ9 من يناير لعام 2016، قدمت بلانشارد ظهورها الأول وخسارتها الأولى في عروض لوتشا اندرجروند أمام ايفيليس فيليز في مباراة مظلمة.
في الـ16 من يونيو لعام 2018، هزمت بلانشارد مرسيدس مارتينيز للفوز ببطولة WSU.
في الأول من سبتمبر لعام 2018 شاركت في عرض All In، فازت على كل من بريت بيكر وتشيلسي جرين وماديسون راين في مباراة أربع نساء سيرفايفل.
في الـ7 من يوليو لعام 2018 شاركت تيسا في عرض مشترك بين اتحاد Rise Wrestling واتحاد توتال نون ستوب اكشن في عرض Rise of the Knockouts والذي تم بثه بشكل حصري علي قناة التي ان ايه علي منصة تويتش.شهد هذا العرض فوز بلانشارد ببطولة Phoenix of Rise في مباراة أيرون ومان واستمرت لمدة 30 دقيقة ضد مرسيدس مارتينيز للفوز باللقب الذي تم إخلاؤه سابقًا. خسرت بلانشارد البطولة أمام مارتينيز في الـ19 من أكتوبر لعام 2018 في مباراة المرأة الحديديّة مدتها 75 دقيقة، وهي أطول مباراة مصارعة سيدات في التاريخ. في الـ14 من يوليو لعام 2018 هزمت بلانشارد لاسي لين وسانتانا غاريت لتفوز ببطولة كراش للسيدات.

### الظهور في القسم التنماوي الخاص بأتحاد WWE (منذ 2016 حتي 2017)
في عام 2016، ظهرت بلانشارد لأول مرة في عروض WWE، في حلقة NXT بتاريخ 2 من أبريل لعام 2016، في مباراة فاز بها أليكسا بليس. في 4 مايو من عام 2016 صارعت بلانشارد وخسر أمام نيا جاكس. في الـ15 يونيو لعام 2016 صارعت بلانشارد في مباراتها الثالثة حيث خسر أمام كارميلا. في الـ13 من يوليو لعام 2017، عاد بلانشارد كجزء من دوري Mae Young Classic لعام 2017 وتم اقصاءها من دوري البطولة في الجولة الأولى من قبل كيري سين.

### اتحاد ورلد وندر رينج ستاردوم WWRS (منذ 2016 حتي 2017)
في أغسطس 2016 قدمت بلانشارد ظهورها الياباني لأول مرة في عروض اتحاد World Wonder Ring Stardom عن طريق مشاركتها في دوري 5-Star Grand Prix لعام 2016 ، حيث وصلت إلى النهائيات قبل أن تخسر أمام يوكو بيتو التي اقيمت بتاريخ الـ22 من سبتمبر لعام 2016. عادت بلانشارد إلى الاتحاد في بعد بضعة أشهر في أبريل 2017. وفي يوم الـ30 من أبريل لعام 2017 شاركت في دوري بطولة Cinderella 2017، حيث هزمت بطلة High Speed كريس وولف في الجولة الأولى، قبل أن يتم اقصاءها في الجولة الثانية في نهاية المطاف كانت الفائزة بهذه البطولة هي توني ستورم. في الـ14 من مايو لعام 2017، تعاونت بلانشارد مع جيسيكا هافوك لتحدي هيرويو ماتسوموتو وجانجل كيونا علي بطولة Goddess of Stardom لكنهما خسرتا امام الابطال.

### اتحاد نساء المصارعة WOW(منذ 2018 حتي الآن)
في 5 من سبتمبرعام 2018، تم إعلان أن بلانشيرد قد وقعت عقد مع اتحاد ومينز اوف ريسلينج (WOW)، وسوف تظهر لأول مرة في العروض من خلال التسجيلات التلفزيونية في أكتوبر 2018. في 18 يناير 2019، عندما ظهرت عروض اتحاد WOW للمرة الأولى على قناة شاشة AXS TV، قدمت بلانشارد أول ظهور لها عبر التلفزيون، حيث واجهت بطلة WOW سانتانا جاريت، حيث اظهرت نفسها كشريرة، حيث كان الاثنتان تتنازعان على البطولة. فازت بلانشارد بالبطولة لأول مرة في حلقة WOW بتاريخ الـ15 من فبراير لعام 2019 بفوزها على جانجل جارل التي لم تهزم من قبل. في 6 من مارس لعام 2019، انضمت تيسا بلانشارد إلى مالكي WOW جيني بوس وديفيد ماكلين مع الرئيس التنفيذي لشركة AXS TV أندرو سيمون للإعلان عن تجديد الموسم الثاني للشبكة برقم قياسي بلغ 24 حلقة. بالإضافة إلى ذلك، أُعلن أن بلانشارد ستكون واحدة من المدربين في مدرسة WOW لجميع النساء المصارعات في لونغ بيتش، كاليفورنيا.
و بعد اعلان شركة انثيم الاستحواذ علي شبكة AXS TV أصبحت تظهر في عرضين مصارعة مختلفين علي نفس القناة حيث ستظهر في عروض Impact wrestling التابع لشركة توتال نون ستوب أكشن الذي يعرض كل يوم ثلاثاء بدء من 29 أكتوبر 2019 وعروض WOW التي تعرض يوم السبت

### اتحاد توتال نون ستوب اكشن TNA (منذ 2018 حتى الآن)
ظهرت بلانشارد لأول مرة في عرض توتال نون ستوب اكشن TNA Redemption، عندما انضمت إلى فريق التعليق أثناء مباراة كيرا هوغان وتايا فالكيري.
بعد بضعة أسابيع قامت بلانشارد بمهاجمتها خلال مباراتها، فازت بلانشارد على هوجان في أول مباراة لها في عرضامباكت!. في عرض Slammiversary XVI، حققت بلانشارد أول فوز لها في عروض الدفع لكل عرض، عندما هزمت ألي.
في 12 أغسطس 2018 (تم تأخير البث إلي 30 أغسطس) في حلقة إمباكت! الخاصة ReDefined فازت بلانشارد على كل من إللي وسو يونغ في مباراة تهديد ثلاثي للفوز ببطولة النوك اوتس للمرة الأولى في حياتها المهنية. في عرض ون نايت اونلي : سوء النوايا، الذي تم بث في الليلة التالية، قدمت بلانشارد أول دفاع ناجح لها عن اللقب، حيث هزمت جيزيل شو. خلال فترة حملها للقب، كانت بلانشارد قادرة على الاحتفاظ بلقبها ضد مختلف المنافسين مثل سو يونج،  وفابي أباتشي. في أكتوبر 2018 بدأت بلانشارد الدخول في عداء مع تايا فالكيري، التي هزمتها في مناسبتين مختلفتين - في باوند فور جلوري 2018  وبعد ثلاثة أسابيع في مباراة الإعادة في Impact. تمكنت فالكيري بعد ذلك من هزم بلانشارد في مباراة فرق مختلطة  والتي أكسبتها فرصة أخرى علي اللقب. في 6 من يناير 2019، في عرض هوم كومينج، خسرت بلانشارد البطولة أمام فالكيري، بعد أن قامت حكمة المباراة الخاصة جيل كيم (التي هاجمتها خلال المباراة) بأداء ضريتها القاضيةإيت ديفيت على بلانشارد، منهية فترة حملها للقب التي أستمرت لمدة 147 يومًا.
بعد أن فشلت في استعادة اللقب من فالكيري في قتال شوارع، بدأت بلانشارد عداء مع كيم حيث هاجمت كلتاهما بعضهما البعض داخل وخارج الحلبة (بما في ذلك في مطعم زوج كيم). وأدى ذلك إلى الإعلان عن مباراة بين الاثنتين في عرض Rebellion الذي كان بتاريخ 28 أبريل من عام 2019  حيث هزمت بلانشارد كيم في آخر مباراة رسمية لكيم. في عرض Slammiversary XVII، واجهت بلانشارد سامي كالهان، وبينما خسرت بلانشارد امامه كانت هذه هي أول مباراة مصارعة متداخلة بين الجنسين في نزال حدث الرئيسي في عروض الدفع لكل عرض. شاركت بلانشارد في عرض شهر أغسطس الخاصة بـ Impact Plus الشهرية ان بريك ابول، حيث خسرت مرة أخرى أمام كالهان بعد تدخل جيك كريست وشاركت في وقت لاحق في مباراة سلم لبطولة الاكس دفجين، التي فاز بها آيس اوستن في 20 أكتوبر في Bound for Glory. في حلقة 19 نوفمبر من عرض الإمباكت!، فازت تيسا بلانشارد بمباراة التدافع ضد داجا وموس وريتش سوان ومايكل إلغين وبراين كيدج لتصبح المنافس الأول في بطولة العالم. وفي عرض هارد تو كيل 2020 تمكنت تيسا بلانشارد من تحقيق لقب العالم للوزن الثقيل لتصبح أول أمرأة في تاريخ الاتحاد تحقق هذا اللقب بعد أن تمكنت من هزم سامي كاليهان وحافظت علي اللقب لمدة أكثر من 160 يوم ودافعت عن لقبها لأول مرة ضد تايا فالكيري ويعد دفاعها الثاني في مباراة في عرض سلامي فرسري 2020.

### اتحاد لوتشا ليبري تربل إيه ورلد وايد (منذ 2019 حتى الآن)
في 18 من مارس لعام 2019، أعلن كونان أن بلانشارد قد غادرت اتحاد ذا كراش لوتشا ليبري وانضمت إلى تربل ايه. وستظهر أيضًا في عرضهم في ماديسون سكوير جاردن في 15 من سبتمبر لعام 2019. في 18 من مايو لعام في توكستلا غوتيريز، تشياباس، ظهرت بلانشارد لأول مرة في عروض AAA بحيث قامت بتشكيل فريق مع لا هيدرا ونجحن في هزيمة فابي اباتشي وملكة الملكات ليدي شاني.
في الـ3 من أغسطس لعام 2019 في عرض Triplemanía XXVII، فازت بلانشارد على أياكو هامدا وتشيك تورمينتا وفابي أباتشي ولا هيدرا وليدي شاني وتايا في نزال طاولات وسلام وكراسي لتفوز ببطولة لتصبح بذلك ثاني أجنبية أمريكية تفوز بالبطولة. ومع ذلك، خسرت بلانشارد لقب تايا في دفاعها الأول في عرض TNA وAAA المشترك Lucha Invades NY في 15 من سبتمبر لعام 2019، منهية فترة حملها للقب التي دامت لمدة 43 يومًا.

## الحياة الشخصية
هي حفيدة المصارع جو بلانشارد، ابنة تالي بلانشارد وحفيدة ماغنوم تا. كانت هي دوبليرة للممثلة فلورنسا بوغ في فيلم " القتال مع عائلتي"، الذي أنتجه ذا روك، عن مصارعة الـWWE السابقة بيج.
كانت تيسا علي علاقة بمصارع الدبليو دبليو إي ريكوشيه  وهي الآن علي علاقة بمصارع اتحاد التي ان ايه ونجم تربل ايه الحالي داجا

## البطولات والإنجازات
- اماريكان برو ريسلينج اليانز APWA

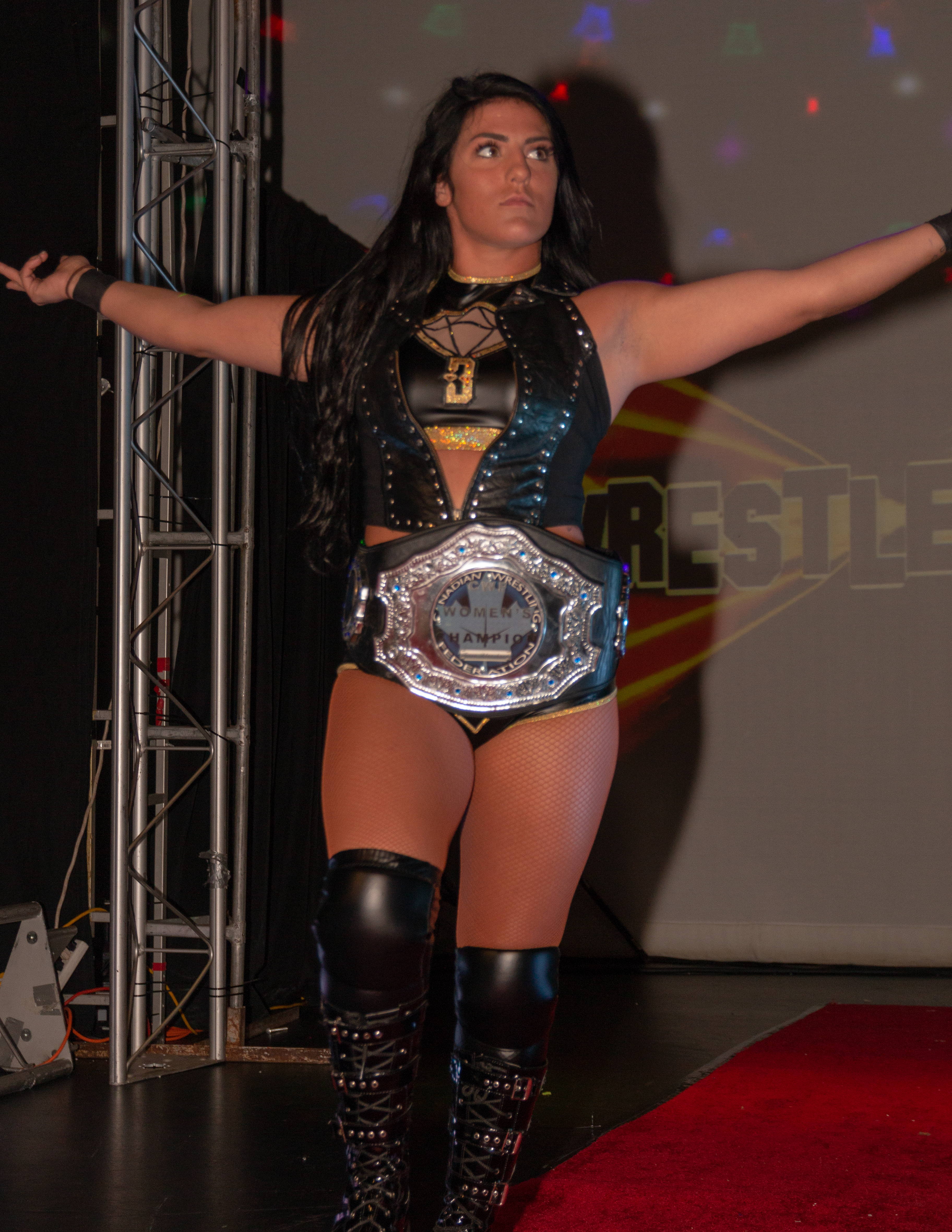
بلانشارد بطلة اتحاد CFW للنساء

  - بطولة APWA العالمية للسيدات (مرة واحدة) [67]
- كنديان ريسلينج فيديريشان CWF
  - بطولة CWF للسيدات (مرة واحدة) [68]
- ايست كوست ريسلينج اسوسياشيان ECWA
  - بطولة ECWA للنساء (مرة) [22][69]
  - دوري بطولة ECWA سوبر 8 تشيكفايت (لعام 2014) [70]
- اكسودوس ريسلينج اليانز EWA
  - بطولة EWA Florida للوزن الثقيل (مرة واحدة، الأولى، الحالية) [71]
  - بطولة EWA للوزن الثقيل (مرة واحدة) [72]
- توتال نون ستوب اكشن TNA
  - بطولة النوك اوتس (مرة واحدة)
  - دوري ماش اب (2019) - مع سامي كالهان
  - نوك اوت العام (2018) [73]
  - بطولة العالم للوزن الثقيل (مرة واحدة، الحالية)
- لوتشا ليبري تربل ايه ورلد وايد AAA
  - بطولة AAA ملكة الملكات (مرة واحدة)
- لاكي برو ريسلينج LPW
  - دوري بطولة الملوك والملكات (2015) - مع أنتوني جرين [74]

- PCW الترا
  - بطولة PCW الترا للنساء (مرة واحدة) [75]
- برو ريسلينج اكسبريس PWX
  - بطولة PWX للسيدات (1 مرة، البطلة الحالية) [بحاجة لمصدر] [ بحاجة لمصدر ][ بحاجة لمصدر ][ بحاجة لمصدر ][ بحاجة لمصدر ]
- برو ريسلينج اليستريتد
  - حازت على تصنيف رقم 15 من أفضل 100 المصارعات الإناث في عام 2018 [76]
- ريميكس برو ريسلينج RPW
  - بطولة ريمكس برو فيوري (مرة واحدة) [77]
- رايز ريسلينج RISE
  - بطولة فينيكس أوف ريز (مرة واحدة) [78]
  - RISE مباراة العام (2018) ضد مرسيدس مارتينيز في مباراة المرأة الحديدية مدتها 75 دقيقة في عرض RISE 10: Insanity [79]
  - RISE لحظة العام (2018) the (2018) - سجلت كل من مرسيدس مارتينيز وتيسا بلانشارد رقمًا قياسيًا عالميًا جديدًا في RISE 10، وهي الأطول في مباراة مصارعة سيدات واحدة في التاريخ حيث وصلت مدتها لـ75 دقيقة  [79]
- شيمر ومينز اتاليتس
  - بطولة Shimmer للفرق (مرة واحدة) - مع فانيسا كرافن [80]
- سبورتس اليسترتيد
  - المرتبة رقم 3 في أفضل 10 مصارعات نساء في العام (2018) [81]
- ذا كراش لوتشا ليبري The crash
  - بطولة ذا كراش للسيدات (مرة واحدة)
- ويمنز اوف ريسلينج WOW
  - بطولة WOW (مرة واحدة، البطلة الحالية) [29]
- ويمنز سوبرستار انسينسورسيد WSU
  - بطولة WSU (مرة واحدة، البطلة الحالية)
- ريسيل سيركيس WC
  - بطولة WC Lady of the Ring (مرة واحدة) [82]
  - بطولة WC Sideshow (مرة واحدة) [82]
- زيلو برو ZP
  - بطولة زيلو برو للسيدات (مرة واحدة) [83]

## روابط خارجية
- تيسا بلانشيرد على موقع IMDb (الإنجليزية)
- تيسا بلانشيرد على موقع قاعدة بيانات الفيلم (الإنجليزية)
- تيسا بلانشيرد على موقع WrestlingData.com (الإنجليزية)
- تيسا بلانشيرد على موقع CageMatch worker (الإنجليزية)
- تيسا بلانشيرد على موقع قاعدة بيانات المصارعة على الإنترنت (الإنجليزية)
- تيسا بلانشيرد على موقع عالم المصارعة على الإنترنت (الإنجليزية)

- تيسا بلانشارد في قاعدة بيانات الأفلام على الإنترنت